# Korbevac
Korbevac (Servisch cyrillisch Корбевац) is een plaats in de Servische gemeente Vranje. De plaats telt 711 inwoners (2002).